# Ⱖ
Cette page contient des caractères spéciaux ou non latins. S’ils s’affichent mal (▯, ?, etc.), consultez la page d’aide Unicode.
Io (Ё en cyrillique ; capitale Ⱖ, minuscule ⱖ) est la 35e lettre de l'alphabet glagolitique.

## Linguistique
La lettre sert à noter le phonème /jɔ/.

## Historique
L'origine de la lettre n'est pas connue.

## Représentation informatique
- Unicode :
  - Capitale Ⱖ : U+2C26
  - Minuscule ⱖ : U+2C56